# Marco Pedretti
Marco Pedretti (* 30. September 1991) ist ein Schweizer Eishockeyspieler, der seit Juli 2024 erneut beim HC Ajoie aus der Schweizer National League unter Vertrag steht und dort auf der Position des rechten Flügelstürmers spielt.

## Karriere

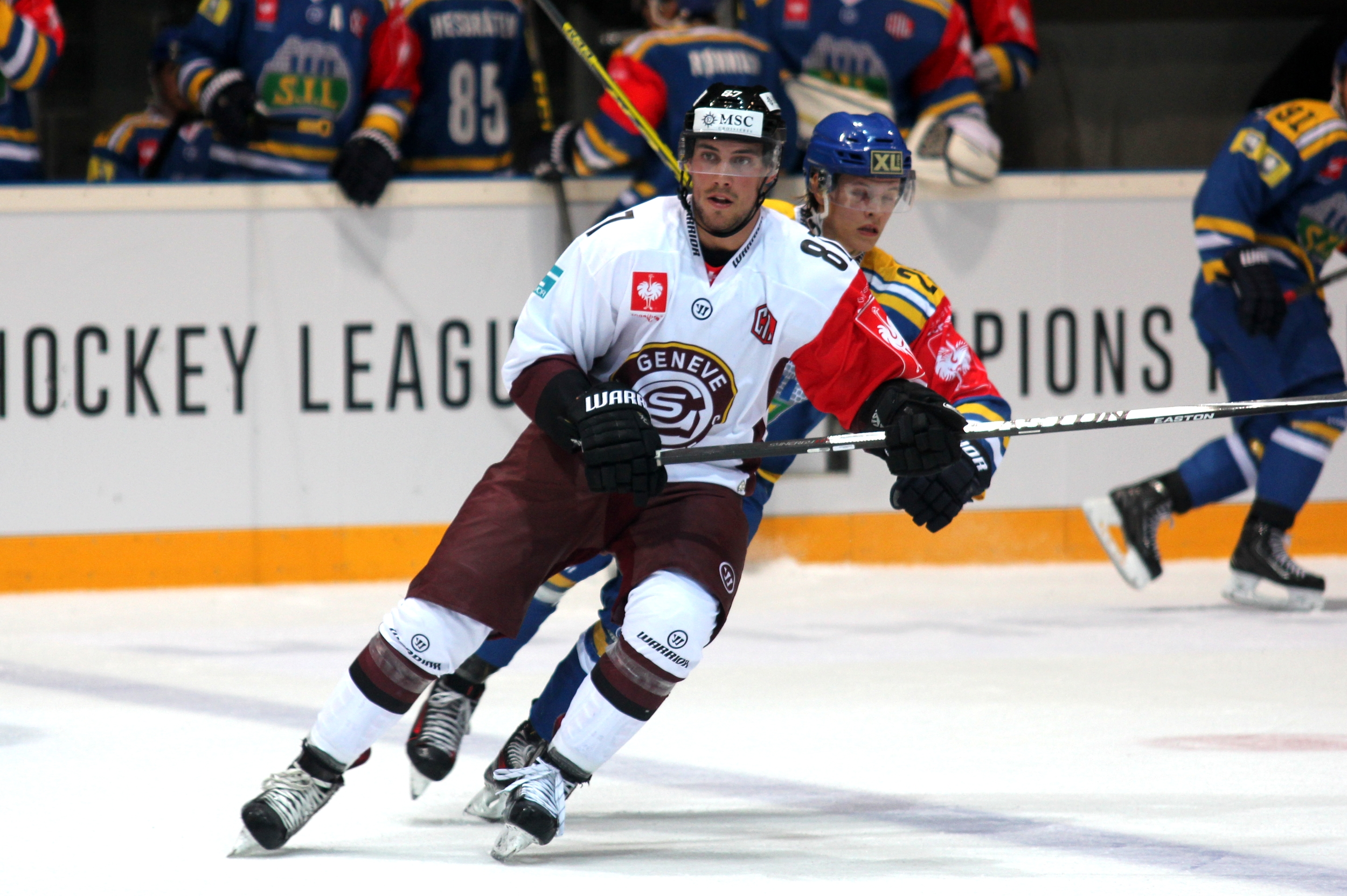
Pedretti (vorne) im Trikot des Genève-Servette HC (2015)

Pedrettis Karriere begann bei den Junioren des HC Ajoie. Dort spielte er sich durch alle Juniorenmannschaften, ehe er 2008 in der National League B (NLB) debütierte. Im Sommer 2012 folgte der Wechsel zum HC Ambrì-Piotta, wo er seine ersten Spiele in der National League A (NLA) absolvierte. In der Saison 2014/15 folgte ein Intermezzo bei den Rapperswil-Jona Lakers, ehe er zum Genève-Servette HC wechselte. Nach nur einer Saison verliess er auch diesen Club wieder und schloss sich dem EHC Biel an und absolvierte für diesen in den folgenden drei Spieljahren über 160 NLA-Partien.
Im November 2018 unterschrieb er einen Dreijahresvertrag bei den ZSC Lions, der ab der Saison 2019/20 galt. Zur Saison 2022/23 wechselte er per Dreijahresvertrag zum Lausanne HC. Bereits im Sommer 2024 verliess er den Verein jedoch wieder und kehrte zu seinem Ausbildungsclub HC Ajoie zurück.

## Erfolge und Auszeichnungen
- 2022 Schweizer Vizemeister mit den ZSC Lions
- 2024 Schweizer Vizemeister mit dem Lausanne HC

## Karrierestatistik
Stand: Ende der Saison 2024/25
(Legende zur Spielerstatistik: Sp oder GP = absolvierte Spiele; T oder G = erzielte Tore; V oder A = erzielte Assists; Pkt oder Pts = erzielte Scorerpunkte; SM oder PIM = erhaltene Strafminuten; +/− = Plus/Minus-Bilanz; PP = erzielte Überzahltore; SH = erzielte Unterzahltore; GW = erzielte Siegtore; 1 Play-downs/Relegation; Kursiv: Statistik nicht vollständig)